# Rubén Yori
Rubén Ramón Yori (El Callao, Bolívar, Venezuela, 2 de junio de 1976) es un exfutbolista y director técnico venezolano, jugó como lateral derecho en Mineros de Guayana. Fue el DT del Chicó de Guayana FC de la Segunda División de Venezuela. Y de laLALA F. C. de la Primera División de Venezuela.

## Trayectoria
El Borolo inició su carrera en el Minerven FC de El Callao y luego pasó al Deportivo Italia (Venezuela), donde jugó entre 1996 y 1999.
En 1999 es fichado por el Unión Atlético Maracaibo. En el año 2002 fichó por el Carabobo FC donde se mantuvo 3 años. Después de su paso por el Carabobo FC, en el año 2005 marcha a Mineros de Guayana hasta el año 2007 que se va al Deportivo Anzoátegui en ese tiempo recién ascendido a la Primera División de Venezuela y dirigido por César Farías.
Actualmente milita en el Club Deportivo Mineros de Guayana.
Debutó con la Selección de fútbol de Venezuela en un amistoso frente a la Selección de fútbol de Nueva Zelanda el 28 de marzo de 2007, con resultado a favor de 5 a 0, bajo el mando de Richard Páez.
- Datos: Q6113393